# Sol LeWitt
Sol LeWitt (født 9. september 1928 i Hartford, Hartford County, Connecticut, død 8. april 2007 i New York City, New York) var en amerikansk kunstner. Han virkede især indenfor minimalisme og konceptkunst. I hans værker finder man blandt andet minimalistiske installationer af kuber i forskellige former, for eksempel det kendte værk Incomplete cube.
- Tall Irregular Progression (Barcelona)
- Black Form (Hamborg)
- Cappella del Barolo (La Morra, Piemonte)